# Discographie d'Ellie Goulding
La discographie de l'auteure-compositrice-interprète anglaise Ellie Goulding se compose de 3 albums studio, 4 EPs et de 20 singles.

## Albums

### Albums studio
| Titre    | Détails                                                                                      | Meilleure position | Meilleure position | Meilleure position | Meilleure position | Meilleure position | Meilleure position | Meilleure position | Meilleure position | Meilleure position | Meilleure position | | Ventes |
| Titre    | Détails                                                                                      | Royaume-Uni        | Allemagne          | Irlande            | Nouvelle-Zélande   | Norvège            | Suisse             | Écosse             | États-Unis         | Europe             | France             | | Ventes |
| -------- | -------------------------------------------------------------------------------------------- | ------------------ | ------------------ | ------------------ | ------------------ | ------------------ | ------------------ | ------------------ | ------------------ | ------------------ | ------------------ | --- | ------ |
| Lights   | - Sortie : 1er mars 2010 - Label : Polydor (#2732799) - Formats : CD, téléchargement digital | 1                  | 42                 | 6                  | 28                 | 35                 | 90                 | 6                  | 21                 | 8                  | _                  | - Royaume-Uni : 850,000 - États-Unis : 300,000 - Monde : 1.6 million                                  |        |
| Halcyon  | - Sortie : 8 octobre 2012 - Label : Polydor - Formats : CD, téléchargement digital           | 1                  | 22                 | 8                  | 3                  | 29                 | 23                 | 2                  | 9                  | —                  | 85                 | - Royaume-Uni : 805,000 - États-Unis : 415,000 - Nouvelle-Zélande : Disque d'or - Monde : 1,3 million |        |
| Delirium | - Sortie : 6 novembre 2015 - Label : Polydor - Formats : CD, téléchargement digital          | 3                  | 5                  | 2                  | 4                  | —                  | 5                  | —                  | 3                  | —                  | 34                 | - Royaume-Uni : - États-Unis : - Nouvelle-Zélande : - Monde :                                         |        |

### Extended plays
| Titre                                         | Détails                                                                         | Royaume-Uni |
| --------------------------------------------- | ------------------------------------------------------------------------------- | ----------- |
| An Introduction to Ellie Goulding             | - Sorti : 20 décembre 2009 - Label : Polydor - Formats : téléchargement digital | —           |
| iTunes Festival : London 2010                 | - Sortie : 15 juillet 2010 - Label : Polydor - Formats : téléchargement digital | —           |
| Run Into the Light                            | - Sortie : 30 août 2010 - Label : Polydor - Formats : téléchargement digital    | 102         |
| Ellie Goulding : Live at Amoeba San Francisco | - Sortie : 21 novembre 2011 - Label : Cherrytree Records - Formats : CD         | —           |

## Singles
| Titre                                                              | Année | Meilleure position | Meilleure position | Meilleure position | Meilleure position | Meilleure position | Meilleure position | Meilleure position | Meilleure position | Meilleure position | Meilleure position | Meilleure position | Meilleure position | Certifications | Album                                       |
| Titre                                                              | Année | Royaume-Uni        | Autriche           | Belgique (Fl)      | Canada             | Danemark           | France             | Allemagne          | Irlande            | Nouvelle-Zélande   | Suède              | Suisse             | États-Unis         | Certifications | Album                                       |
| ------------------------------------------------------------------ | ----- | ------------------ | ------------------ | ------------------ | ------------------ | ------------------ | ------------------ | ------------------ | ------------------ | ------------------ | ------------------ | ------------------ | ------------------ | --- | ------------------------------------------- |
| Under the Sheets                                                   | 2009  | 53                 | —                  | 3                  | —                  | 2                  | —                  | 91                 | —                  | —                  | —                  | —                  | —                  | | Lights                                      |
| Starry Eyed                                                        | 2010  | 4                  | 47                 | 14                 | —                  | 18                 | —                  | 46                 | 4                  | 26                 | —                  | —                  | —                  | - UK: Or | Lights                                      |
| Guns and Horses                                                    | 2010  | 26                 | —                  | —                  | —                  | —                  | —                  | —                  | —                  | —                  | —                  | —                  | —                  | | Lights                                      |
| The Writer                                                         | 2010  | 19                 | —                  | —                  | —                  | —                  | —                  | —                  | —                  | —                  | —                  | —                  | —                  | | Lights                                      |
| Your Song                                                          | 2010  | 2                  | —                  | —                  | —                  | 22                 | 126                | —                  | 5                  | —                  | 25                 | 56                 | —                  | - UK: Platine | Lights                                      |
| Lights                                                             | 2011  | 49                 | —                  | 17                 | 9                  | —                  | 29                 | —                  | —                  | 16                 | —                  | 67                 | 2                  | - États-Unis : 4× Platine - Suisse : Platine - Nouvelle-Zélande : Or - Belgique : Or                                         | Lights                                      |
| Anything Could Happen                                              | 2012  | 5                  | —                  | 31                 | 37                 | —                  | —                  | 66                 | 16                 | 16                 | —                  | 68                 | 47                 | - AUS : Or - USA : Platine - NZ : Or - UK : Argent                                                                           | Halcyon                                     |
| Burn                                                               | 2013  | 1                  | 4                  | 3                  | 38                 | 15                 | 9                  | 4                  | 2                  | 7                  | 5                  | 5                  | 13                 | - SUE : Platine - NZ : Or - DAN : Platine - ITA : Or - UK : Or - SUI : Or - AUS : 3× Platine                                 | Halcyon                                     |
| How Long Will I Love You                                           | 2013  | 3                  | —                  | 3                  | —                  | —                  | —                  | —                  | 3                  | 6                  | —                  | 16                 | —                  | - BPI: Platine - ARIA: or - BEA: or - RMNZ: or                                                                               |                                             |
| Goodness Gracious                                                  | 2014  | 16                 | —                  | —                  | —                  | —                  | —                  | —                  | 10                 | —                  | —                  | —                  | —                  | |                                             |
| Beating Heart                                                      | 2014  | 9                  | —                  | —                  | 79                 | —                  | 84                 | —                  | 8                  | 20                 | —                  | —                  | 88                 | | Divergente                                  |
| Love Me like You Do                                                | 2015  | 1                  | —                  | 2                  | 3                  | —                  | 5                  | 1                  | 1                  | 1                  | —                  | 1                  | 3                  | - BPI: Platine - AUST: 3× Platine - BVMI: Platine - MC: 3× Platine - RMNZ: 2× Platine - IFPI SWI: Platine - RIAA: 2× Platine | Cinquante nuances de Grey (bande originale) |
| On My Mind                                                         | 2015  | 5                  | 4                  | 10                 | 10                 | —                  | 61                 | 9                  | 6                  | 4                  | —                  | 17                 | 13                 | | Delirium                                    |
| Something In the Way You Move                                      | 2016  | 51                 | 46                 | 17                 | 59                 | 97                 | 70                 | 62                 | —                  | —                  | 58                 |                    | 43                 | | Delirium                                    |
| Still Falling For You                                              | 2016  | 11                 | 21                 | 16                 | 62                 | 23                 | 33                 | 20                 | 20                 | 10                 | —                  | —                  | —                  | - BPI: Or - ARIA: Or | Bridget Jones 3                             |
| First Time (feat Kygo)                                             | 2017  | 34                 | 59                 | 29                 |                    | 26                 | 34                 | 28                 | 21                 | 32                 | —                  | 14                 | 67                 | - ARIA: Or |                                             |
| "—" signifie que le single n'est pas classé ou sorti dans le pays. |       |                    |                    |                    |                    |                    |                    |                    |                    |                    |                    |                    |                    | |                                             |

### En tant qu'artiste invité
| Single                                                         | Année | Meilleure position | Meilleure position | Album                |
| Single                                                         | Année | Royaume-Uni        | Irlande            | Album                |
| -------------------------------------------------------------- | ----- | ------------------ | ------------------ | -------------------- |
| Wonderman (Tinie Tempah featuring Ellie Goulding)              | 2010  | 12                 | 16                 | Disc-Overy           |
| Summit (Skrillex featuring Ellie Goulding)                     | 2011  | —                  | —                  | Bangarang            |
| I Need Your Love (Calvin Harris featuring Ellie Goulding)      | 2011  | 4                  | 6                  | 18 Months            |
| Flashlight (DJ Fresh featuring Ellie Goulding)                 | 2014  | 6                  | 5                  |                      |
| Outside (Calvin Harris featuring Ellie Goulding)               | 2014  | 1                  | 1                  | Motion               |
| Powerful (Major Lazer featuring Ellie Goulding & Tarrus Riley) | 2015  | 54                 | 77                 | Peace Is the Mission |
| Mama (Clean Bandit featuring Ellie Goulding)                   | 2019  | 98                 | 97                 | What Is Love ?       |

### Autres chansons classées
| Chanson       | Année | Royaume-Uni | Album         |
| ------------- | ----- | ----------- | ------------- |
| Human         | 2010  | 155         | Bright Lights |
| Little Dreams | 2010  | 183         | Bright Lights |
| Home          | 2010  | 189         | Bright Lights |

## Clips vidéo
| Titre                               | Année | Directeur(s)               |
| ----------------------------------- | ----- | -------------------------- |
| "Under the Sheets"                  | 2009  | Lennox Brothers            |
| Starry Eyed                         | 2010  | OneInThree                 |
| Guns and Horses                     | 2010  | Petro                      |
| The Writer                          | 2010  | Chris Cottam               |
| Your Song                           | 2010  | Ben Coughlan et Max Knight |
| Wonderman (avec Tinie Tempah)       | 2011  | Robert Hales               |
| Lights                              | 2011  | Sophie Muller              |
| Starry Eyed (version américaine)    | 2011  | Dugan O'Neal               |
| Hanging On                          | 2012  | NC                         |
| Anything Could Happen (Lyric Video) | 2012  | Floria Sigismondi          |
| Anything Could Happen               | 2012  | NC                         |

## Autres apparitions
| Année | Titre                         | Album                                         | Notes |
| ----- | ----------------------------- | --------------------------------------------- | --- |
| 2010  | Forgotten Fields              |                                               | Chanson écrite par Goulding et Kevin Beber. She also provided guest vocals avec Beber,. |
| 2008  | Be Mine                       |                                               | Goulding enregistre un duo avec Erik Hassle de la chanson Be Mine! de l'artiste suédoise Robyn en 2008. |
| 2009  | Sleepyhead (Starsmith Remix)  |                                               | Goulding provided guest vocals to Starsmith's remix of "Sleepyhead" by Passion Pit. |
| 2010  | Love Me Cos You Want To       | Ten                                           | Chanson écrite par Goulding, George Astasio, Gabriella Cilmi, Jason Pebworth et Jon Shave pour le second album de Cilimi.                                                                                                 |
| 2010  | Jolene                        | Dermot O'Leary Presents The Saturday Sessions | Goulding interprète en live la reprise de Dolly Parton cover live au Dermot O'Leary's radio show. |
| 2010  | "Sweet Disposition"           |                                               | Goulding interprète en live la reprise de The Temper Trap au BBC Radio 1's Live Lounge. |
| 2010  | Remake Me + You               | Songs From The Tainted Cherry Tree            | Chanson écrite par Goulding, Guy Sigsworth et Diana Vickers pour le premier album de Vickers. |
| 2010  | Notice                        | Songs From The Tainted Cherry Tree            | Chanson écrite par Goulding, Guy Sigsworth et Diana Vickers pour le premier album de Vickers. |
| 2010  | Jumping Into Rivers           | Songs From The Tainted Cherry Tree            | Chanson écrite par Goulding, Guy Sigsworth et Diana Vickers pour le premier album de Vickers. |
| 2010  | Not Following                 | My Cassette Player                            | Song written by Goulding and Jonny Lattimer for Lena Meyer-Landrut's debut album. Goulding originally recorded her own version of the song in 2009 called Not Following You.                                              |
| 2010  | "Everywhere I Go"             |                                               | Goulding interprète en live en tant qu'invité avec Lissie au The Great Escape Festival 2010. |
| 2010  | Making Pies                   |                                               | Singer Lissie provided guest vocals to Goulding's cover of Patty Griffin's Making Pies at the New Pop Festival on 24 September 2010 as well as several other shows that year.                                             |
| 2010  | The Cave                      |                                               | Goulding performed the Mumford & Sons cover live at Radio 1's Big Weekend 2010. |
| 2010  | "Don't Panic"                 |                                               | Goulding performed the Coldplay cover live at V Festival 2010 on 21 August 2010 at Chelmsford Park. |
| 2010  | Only Girl (In the World)      | Lights - EP                                   | She performed the Rihanna cover on BBC Radio 1's Live Lounge on 10 December 2010. |
| 2011  | Like I Never Loved You At All |                                               | Ellie sang a duet of the Take That song Like I Never Loved You At All along side Take That band member Gary Barlow at his birthday celebration on 20 January 2011.                                                        |
| 2011  | "A Day at a Time"             |                                               | Goulding recorded the original song for the Life in a Day documentary in early 2011. |
| 2011  | Heartbeats                    |                                               | Ellie performed The Knife song on BBC Radio 1's Live Lounge on 12 January 2011. |
| 2011  | Who'd Want To Find Love?      | Good News - Platinum Edition                  | Song written by Goulding and Jonny Lattimer that later appeared on the platinum edition of Lena Meyer-Landrut's sophomore album, Good News. Goulding originally recorded her own version of the song under the same name. |
| 2012  | ID                            |                                               | Goulding provided guest vocals to German electo house producer Zedd's song ID in March 2012. |
| 2012  | High For This                 |                                               | In May, 2012 Goulding collaborated with producer Xaphoon Jones on a cover of The Weeknd's song High For This which appeared on his debut mixtape House of Balloons.                                                       |
| 2012  | Hanging On                    |                                               | Goulding recorded the Active Child song with Tinie Tempah and made it available as a free download. The song will also be included on her upcoming sophomore album, "Halycon."                                            |
| 2012  | TBA                           | TBA                                           | Ellie Goulding will appear as a featured artist on a so far untititled song by Scottish Singer-Songwriter Calvin Harris on his upcoming third studio album ."                                                             |

Crédité en tant que parolière
- Are You Happy Now? — vocal performance; écrit par Lili Reinisch & Brett Lemmon, 3:14[46]
- Arrows in the Dark — coécrit avec James Patterson and Michael Ruttner[45]
- Closed For Love — vocal performance; écrit par Lili Reinisch & Brett Lemmon, 5:07 [46]
- Cut Me Off — cowritten with John Fortis[45]
- Father — writing and vocal performance, 3:33[45]
- Fly — vocal performance; coécrit avec John Fortis, 3:55[45]
- Four Leaf Clover — coécrit avec James Patterson and Michael Ruttner[45]
- Four Love Songs — vocal performance; écrit par Lili Reinisch et Brett Lemmon, 3:21[46],[45]
- Gotta Get Up From Here [47]
- I Heart New York — coécrit avec James Patterson et Michael Ruttner[45]
- I Wish[45]
- It Must Be Me — coécrit avec Peter Glenister et James Reynolds[45]
- It Will Have To Wait — coécrit avec Peter Glenister and James Reynolds[45]
- Look What You Made Me Do — coécrit avec Mark Brydon[45]
- Obstacles — coécrit avec Jonny Lattimer[45]
- Perfect Storm — coécrit avec Peter Glenister et James Reynolds[45]
- Saw You Once — coécrit avec Amanda Ghost et Ian Dench[45]
- Slow Down[45]
- Soldier — coécrit avec Markus Sephrmanesh et Tommy Tysper[48]
- The End 3:45 [45]
- This Music — vocal performance; coécrit avec Crispin Hunt, 4:31[45]
- Too Much Love — vocal performance; coécrit avec Lili Reinisch, 3:00[46]
- Us Alone[49]
- We Were Friends 3:59[45]